# Ê
Ê (onderkast: ê) is een letter E met een accent circonflexe er op. Het is een letter in het Friulische, het Koerdische en het Vietnamese alfabet. De letter komt ook voor in het Afrikaans, Frans, Nederlands, Portugees, Weerts, Welsh en het Albanees, maar alleen als een variant op de gewone "e". Het wordt eveneens gebruikt voor de transliteratie van het Chinees, Perzisch en Oekraïens.

## Gebruik in verschillende talen

### Friulisch
In het Friulisch wordt de Ê uitgesproken als een /e/ of een /ɛː/.

### Koerdisch
In het Koerdisch is de Ê de 17e letter van het alfabet en wordt uitgesproken als /ɛ/.

### Vietnamees
In het Vietnamees is de Ê de 9e letter van het alfabet en wordt uitgesproken als /e/ of /ɜ/.

### Frans
In het Frans is de Ê een variatie op de gewone letter "e" en wordt uitgesproken als /ɛ/.

### Nederlands
In het Nederlands wordt deze letter gebruikt in leenwoorden uit het Frans en wordt dus ook hetzelfde uitgesproken zoals in enquête of gênant. 

### Fries
Deze letter wordt in het Fries gebruikt.

### Portugees
In het Portugees is de Ê evenals in het Frans een variatie op de letter "e", deze wordt echter uitgesproken als een /e/.

### Weerts (Limburgs)
In het Weerts wordt de Ê uitgesproken als /ɛː/. Met een sleeptoon (ː).

### Welsh
In het welsh wordt de Ê gebruikt voor een lange e (/e:/), als deze voor de "l" "n" of "r" komt, maar ook om onderscheid te maken tussen woorden.